# Belvedere, London
Belvedere är en stadsdel i sydöstra London, Storbritannien.  Belvedere ligger 6 meter över havet och antalet invånare är 11 000.
Terrängen runt Belvedere är platt. Runt Belvedere är det mycket tätbefolkat, med 1 135 invånare per kvadratkilometer. Närmaste större samhälle är City of London, 17,0 km väster om Belvedere. Trakten runt Belvedere består till största delen av jordbruksmark.